# Kalina Pieńkiewicz
Kalina Pieńkiewicz (ur. 23 września 1935 w Mławie, zm. 4 marca 1996 we Wrocławiu) – polska aktorka. W latach 1971–1982 występowała w Polskim Teatrze Esperanto im. Antoniego Grabowskiego.

## Życiorys
Ukończyła studia na Wydziale Aktorskim PWST w Łodzi. W latach 1957–1958 występowała w Teatrze Satyry w Łodzi, potem przez dwa lata w Teatrze im. Jaracza w Olsztynie i Elblągu, a w latach 1961–1973 w Teatrze Ziemi Mazowieckiej w Warszawie. W 1971 roku zorganizowała ze Zbigniewem Dobrzyńskim pod patronatem Zarządu Głównego Polskiego Związku Esperantystów Polski Teatr Esperanto im. Grabowskiego, z którym podróżowali do USA, Belgii, Holandii, Danii, RFN, Szwecji, Jugosławii, Austrii, Włoch, Islandii, Hiszpanii. Kierownikiem był Dobrzyński, a teatr działał do 1982 roku. W latach 1983–85 była lektorką podziemnego Radia „Solidarność” we Wrocławiu. Zagrała w kilku filmach między innymi w: Kubuś Fatalista i jego Pan w reżyserii Jerzego Gruzy w 1963 roku i Dniu listopadowym w reżyserii Andrzeja Szafiańskiego w 1961 roku.
W 1955 roku została pierwszą żoną Andrzeja Kopiczyńskiego. Została pochowana na cmentarzu Świętego Maurycego we Wrocławiu.